# Myszogonek indyjski
Myszogonek indyjski (Otomops wroughtoni) – gatunek ssaka z podrodziny molosów (Molossinae) w obrębie rodziny molosowatych (Molossidae).

## Taksonomia
Gatunek po raz pierwszy zgodnie z zasadami nazewnictwa binominalnego opisał w 1913 roku angielski zoolog Oldfield Thomas nadając mu nazwę Nyctinomus wroughtoni. Holotyp pochodził z jaskini Barapede, w pobliżu Talewadi, w stanie Karnataka, w południowych Indiach.
Autorzy Illustrated Checklist of the Mammals of the World uznają ten gatunek za monotypowy. 

### Etymologia
- Otomops: gr. ους ous, ωτος ōtos „ucho”[7]; rodzaj Mops Lesson, 1842 (mops).
- wroughtoni: Robert Charles Wroughton (1849–1921), indyjski teriolog i entomolog[8].

## Zasięg występowania
Myszogonek indyjski występuje w sześciu odrębnych miejscach w południowo-zachodnich i północno-wschodnich Indiach, w tym w miejscu typowym w stanie Karnataka, w jaskini Phrang Karuh (wzgórza Jaintia) i Thangsah w stanie Meghalaya oraz północno-wschodniej Kambodży, gdzie znany jest tylko z jednego okazu z dystryktu Chhaeb, w prowincji Preăh Vĭhéar. Jeden zapis oparty na fotografii martwego nietoperza ze świątyni Bajon również wstępnie odnosi się do tego gatunku.

## Morfologia
Długość ciała (bez ogona) 87–99 mm, długość ogona 41–49 mm, długość ucha około 35 mm, długość przedramienia 63–67 mm; brak danych dotyczących masy ciała.

## Ekologia

### Tryb życia
Występuje na terenach otwartych, często zadrzewionych. Nietoperze te sypiają w małych grupach, ale również czasami osobno. Dotychczas złowiono zaledwie kilka osobników tego gatunku, lecz przypuszczenia naukowców są sprzeczne, ponieważ niektórzy nie uważają molosa indyjskiego za rzadki gatunek. 

### Rozmnażanie
Samica rodzi 1 młode w listopadzie.